# Liste der Kulturdenkmäler in Dammheim
In der Liste der Kulturdenkmäler in Dammheim sind alle Kulturdenkmäler im Stadtteil Dammheim der rheinland-pfälzischen Stadt Landau in der Pfalz aufgeführt. Grundlage ist die Denkmalliste des Landes Rheinland-Pfalz (Stand: 6. November 2023).

## Einzeldenkmäler
| Bezeichnung                 | Lage                       | Baujahr | Beschreibung                                | Bild                           |
| --------------------------- | -------------------------- | ------- | ------------------------------------------- | ------------------------------ |
| Protestantische Pfarrkirche | Dorfstraße 17 Lage         | 1739    | barocker Saalbau, bezeichnet 1739 (Bild)    | weitere Bilder Fotos hochladen |
| Inschriftstein              | Dorfstraße, an Nr. 42 Lage | 1820    | Inschriftstein, reliefiert, bezeichnet 1820 | Fotos hochladen                |